# Касаткина, Людмила Ивановна
Людми́ла Ива́новна Каса́ткина (15 мая 1925, деревня Новое Село — 22 февраля 2012, Москва) — советская актриса театра и кино. Народная артистка СССР (1975). Лауреат Государственной премии РСФСР имени братьев Васильевых (1976) и Премии Ленинского комсомола (1968).

## Биография
Людмила Касаткина родилась 15 мая 1925 года в деревне Новое Село Вяземского уезда Смоленской губернии (ныне Вяземский район Смоленской области России) в большой крестьянской семье среднего достатка. В 1928 году в период раскулачивания у них забрали весь скот. В ту же ночь вся семья, за исключением бабушки Марии Филатьевны и прадеда Спиридона Калиновича, бросила дом и уехала в Москву, чтобы избежать возможной ссылки.
Касаткины поселились в Борисоглебском переулке в комнате, располагавшейся в подвале бывшей усадьбы князей Оболенских. Там Людмила прожила вплоть до замужества. Вскоре у неё появился брат Леонид.
Во время учёбы в пятом классе к ней в школу пришёл балетмейстер Игорь Лентовский, отбиравший девочек для занятий в Центральной музыкальной школе при Московской консерватории (Студии им. Шацкого). Так Касаткина поступила на хореографическое отделение школы. В 14 лет была вынуждена прекратить занятия балетом из-за ухудшения здоровья и перелома ноги.
Великую Отечественную войну встретила в родной деревне, куда приехала на каникулы. Вскоре появились новости о высадке немецкого десанта под Вязьмой. Не дожидаясь приезда матери, пешком отправилась в Можайск; через неделю встретилась с матерью на можайском вокзале и уехала в Москву. До 1946 года семья жила без отца, который был эвакуирован в Сибирь вместе с заводом.
Занималась в Студии художественного слова при Дворце пионеров у Анны Бовшек и Анны Шнейдер. В 1943 году по совету Шнейдер поступила в ГИТИС имени А. В. Луначарского в класс Иосифа Раевского и Григория Конского. В 1947 году по окончании института была принята в труппу Центрального театра Советской армии, где проработала всю жизнь.
Касаткина сыграла на сцене ЦАТСА более шестидесяти ролей, среди которых наиболее известны такие постановки, как «Орфей спускается в ад» Теннесси Уильямса, «Шарады Бродвея» Мэри Орр и Реджинальда Дэнема, «Ваша сестра и пленница» Людмилы Разумовской и другие.
В 1954 году дебютировала в кино, снявшись в главной роли в комедии «Укротительница тигров». Яркий образ Лены Воронцовой заслужил признание зрителей и критиков, а картина заняла второе место в советском прокате по итогам 1955 года, собрав 36,7 миллионов зрителей.
Лучшие роли сыграла в фильмах своего мужа — режиссёра Сергея Колосова. В 1964 году снялась в главной роли в первом советском многосерийном телефильме «Вызываем огонь на себя» по одноимённой повести Овидия Горчакова и Януша Пшимановского. Его героине, реально существовавшей партизанке Анне Морозовой, после показа фильма было посмертно присвоено звание Героя Советского Союза.

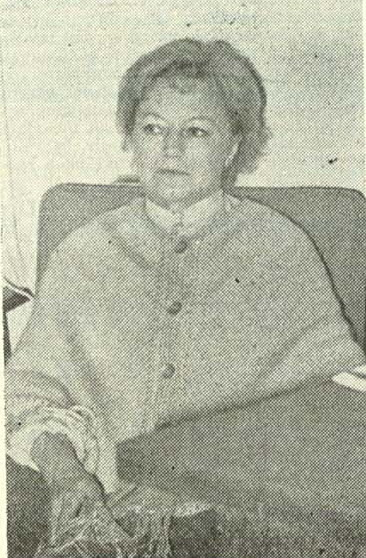
1985

Получила известность также благодаря своим работам по озвучиванию мультфильмов, в частности, персонаж Багиры в сериале «Маугли» (1967—1971). Выступала на творческих вечерах.
Вела два выпуска «Голубых огоньков»: к 25-летию со Дня Победы 9 мая 1970 года и к 29-й годовщине со дня начала Великой Отечественной войны 22 июня 1970 года.
В 1979 году вместе с мужем создала творческую мастерскую на актёрском факультете ГИТИСа (профессор с 1979 года), которая просуществовала 12 лет и дала профессиональной сцене десятки актёров. В последние годы преподавала в РАТИ— ГИТИСе.
В 2004—2008 годах вместе с супругом преподавала в Смоленском государственном институте искусств.
Творчеству актрисы посвящены документальные фильмы «Сегодня и каждый день» (1971) и «Людмила Касаткина. Укротительница» (2018).

### Смерть и похороны
Людмила Касаткина скончалась 22 февраля 2012 года в Москве на 87-м году жизни после длительной болезни, через 11 дней после смерти Сергея Колосова.
Прощание прошло 28 февраля в Центральном театре Российской Армии. Была похоронена с воинскими почестями в Москве на Новодевичьем кладбище рядом с мужем.

## Семья
Отец — Иван Алексеевич Касаткин (1902—1981). Мать — Варвара Николаевна Касаткина (1903—1983).
Муж — Сергей Колосов. Сын — Алексей Колосов.

## Творчество

### Роли в театре
- 1947 — «Сталинградцы» Ю. П. Чепурина; постановка А. Д. Попова — массовка (ввод в спектакль)
- 1947 — «Первый гром» М. И. Алигер — Оксана
- 1947 — «Учитель танцев» Л. де Веги — Флорелла
- 1947 — «Южный узел» А. А. Первенцева — Регулировщица
- 1948 — «Последние рубежи» Ю. П. Чепурина — Зоя
- 1950 — «Совесть»' Ю. П. Чепурина — Поля
- 1951 — «Ревизор» Н. В. Гоголя — Марья Антоновна
- 1953 — «Стрекоза» М. Г. Бараташвили — Маринэ
- 1953 — «Весенний поток» Ю. П. Чепурина — Галя * 1956 — «Метелица» В. Ф. Пановой — Валя
- 1954 — «Лётчики» Л. Д. Аграновича и С. Д. Листова — Галя Друнина
- 1954 — «Мечты Канолы» О. Бальзака
- 1955 — «До новых встреч» А. К. Гладкова — Люся
- 1956 — «Укрощение строптивой» У. Шекспира — Катарина
- 1957 — «Обрыв» по И. А. Гончарову — Марфинька
- 1957 — «Фабричная девчонка» А. М. Володина — Женька Шульженко
- 1959 — «Любка-Любовь» З. Дановской Л. Г. ЗоринаКлава
- 1959 — «Барабанщица» А. Д. Салынского — Нила Снижко
- 1960 — «Увидеть вовремя» Л. Г. Зорина
- 1960 — «Якорная площадь» И. В. Штока — Татьяна Чемезова
- 1961 — «Океан» А. П. Штейна — Анечка
- 1961 — «Игра без правил» Л. Р. Шейнина — Эрна Бринкель
- 1964 — «Объяснение в ненависти» И. В. Штока — Люба
- 1965 — «Дикий капитан» Ю. Смуула — Судовая кухарка Мань
- 1967 — «Надежда Милованова» В. Ф. Пановой — Надежда
- 1968 — «Элегия» П. И. Павловского — Савина
- 1969 — «Дядя Ваня» А. П. Чехова — Елена Андреевна
- 1970 — «Раскинулось море широко…» Вс. В. Вишневского, А. А. Крона и Вс. Б. Азарова — Киса
- 1974 — «Ковалёва из провинции» И. М. Дворецкого — Ковалёва
- 1976 — «Васса Железнова» М. Горького
- 1978 — «Орфей спускается в ад» Т. Уильямса — Лейди Торренс
- 1979 — «Транзит» Л. Г. Зорина — Татьяна
- 1990 — «Шарады Бродвея» («Всё о Еве») М. Орр и Р. Дэнема — Марго Чанинг
- 1995 — «Без вины виноватые» А. Н. Островского — Кручинина
- 1995 — «Ваша сестра и пленница» Л. Н. Разумовской — Елизавета Тюдор
- 2001 — «Странная миссис Сэвидж» Дж. Патрика — Миссис Этель Сэвидж
- 2006 — «Школа любви» по мотивам романа «Гарольд и Мод» К. Хиггинса — Мод
- «Оптимистическая трагедия» Вс. Вишневского — Комиссар
- «Закон Ликурга» Н. Г. Базилевского по мотивам романа Т. Драйзера «Американская трагедия» — Роберта Олден

#### Вышневолоцкий драматический театр
- 1997 — «Без вины виноватые» А. Н. Островского — Кручинина

### Фильмография
- 1954 — Укротительница тигров — Лена Воронцова
- 1956 — Медовый месяц — Люда Одинцова-Рыбальченко
- 1958 — По ту сторону — Варя
- 1960 — Три рассказа Чехова (новелла «Месть») — Жена Полина Григорьевна
- 1960 — Хлеб и розы — Лиза Никитина, коммунарка
- 1961 — Укрощение строптивой — Катарина
- 1963 — Фитиль (сюжет № 7 «Жертва») — Она
- 1964 — Вызываем огонь на себя — Анна Морозова, советская разведчица, руководитель подпольной организации
- 1966 — Душечка — Ольга Семёновна Племянникова
- 1967 — Операция «Трест» — Мария Владиславовна Захарченко, террористка
- 1970 — Соло (короткометражный) — Изюмина
- 1972 — Гроссмейстер — мать Сергея Хлебникова
- 1972 — Свеаборг — Вера Константиновна Емельянова
- 1973 — Большая перемена — Екатерина Семёновна, директор школы
- 1974 — Помни имя своё — Зинаида Воробьёва
- 1975 — Под крышами Монмартра — мадам Марселина Арно
- 1977 — Диалог — Широкова, журналист
- 1982 — Мать Мария — Елизавета Юрьевна Кузьмина-Караваева
- 1982 — Принцесса цирка — мадам Каролина
- 1985 — Дороги Анны Фирлинг — Анна Фирлинг по прозвищу «мамаша Кураж»
- 1988 — Радости земные — Наталья Лемехова
- 1992 — Маклер — Маклер
- 1993 — Раскол — Александра Калмыкова
- 1998 — Судья в ловушке — миссис Скуизем
- 2001 — Яды, или Всемирная история отравлений — Евгения Ивановна Холодкова
- 2003 — Ищу невесту без приданого — Вера Петровна
- 2006 — Потерянные в раю — Мария Бове

### Телеспектакли
- 1967 — Северо-западнее Берлина — Таня Куликова
- 1977 — Элегия (фильм-спектакь ЦАТСА) — Мария Гавриловна Савина
- 1986 — Орфей спускается в ад (фильм-спектакь ЦАТСА) — леди Торренс
- 1990 — Шарады Бродвея (фильм-спектакь ЦАТСА) — Марго Чаннинг

### Озвучивание мультфильмов
- 1956 — Двенадцать месяцев — Падчерица
- 1967 — Маугли. Ракша — пантера Багира
- 1968 — Маугли. Похищение — пантера Багира
- 1969 — Маугли. Последняя охота Акелы — пантера Багира
- 1970 — Маугли. Битва — пантера Багира
- 1971 — Маугли. Возвращение к людям — пантера Багира
- 1978 — Последняя невеста Змея Горыныча — служанка Змея Горыныча

### Участие в фильмах
- 1996 — Людмила Фетисова (из цикла телепрограмм канала ОРТ «Чтобы помнили») (документальный)
- 1996 — Леонид Быков (из цикла телепрограмм канала ОРТ «Чтобы помнили») (документальный)
- 1999 — Андрей Попов (из цикла телепрограмм канала ОРТ «Чтобы помнили») (документальный)
- 2001 — Сергей Филиппов (из цикла телепрограмм канала ОРТ «Чтобы помнили») (документальный)
- 2005 — Герой советского народа. Павел Кадочников (документальный)
- 2006 — Любовь Добржанская (из цикла передач телеканала ДТВ «Как уходили кумиры») (документальный)
- 2006 — Роман с сериалом (документальный)
- 2007 — Всенародная актриса Нина Сазонова (документальный)
- 2011 — Режиссёр Александр Дунаев. Над предлагаемыми обстоятельствами советского театра (документальный)

### Архивные кадры
- 2012 — Надежда Кошеверова. Сказочная жизнь (из документального цикла «Острова»)

## Награды и звания

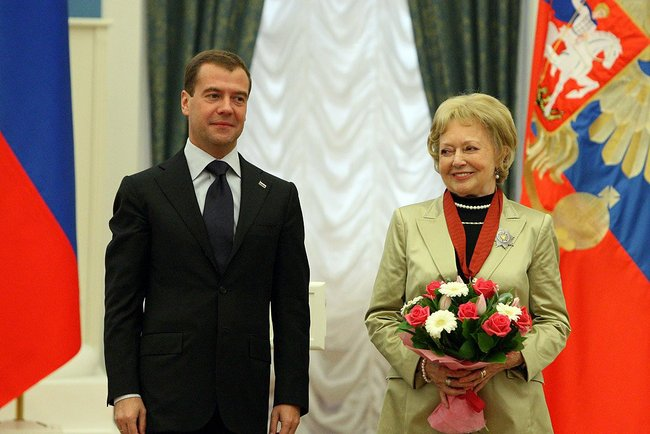
Дмитрий Медведев и Людмила Касаткина.
Кремль, 9 сентября 2010 года

- Почётное звание «Заслуженный артист РСФСР» (20 апреля 1956 год)
- Почётное звание «Народный артист РСФСР» (16 декабря 1964 года) — за заслуги в области советского театрального искусства[17]
- Почётное звание «Народный артист СССР» (7 марта 1975 года) — за большие заслуги в развитии советского театрального искусства[18]
- Почётное звание «Заслуженный деятель культуры Польши» (1976 год)
- Государственная премия РСФСР имени братьев Васильевых (23 декабря 1976 года) — за художественный фильм «Помни имя свое» производства киностудии «Мосфильм» и творческого объединения «Иллюзион» (Польша)[19]
- Премия Ленинского комсомола (1968) — за исполнение роли Ани Морозовой в телесериале «Вызываем огонь на себя»
- Орден «За заслуги перед Отечеством» IV степени (2000) — за большие заслуги в развитии театрального искусства[20]
- Орден «За заслуги перед Отечеством» III степени (2005) — за выдающиеся заслуги в развитии театрального искусства и многолетнюю творческую деятельность[21]
- Орден «За заслуги перед Отечеством» II степени (2010) — за выдающиеся заслуги в развитии театрального искусства и многолетнюю творческую деятельность[22]
- Орден Дружбы (1995) — за заслуги перед государством, успехи, достигнутые в труде, большой вклад в укрепление дружбы и сотрудничества между народами[23]
- Орден «Знак Почёта» (27 октября 1967 год) — за заслуги в развитии советского искусства, активное участие в коммунистическом воспитании трудящихся и многолетнюю плодотворную работу в учреждениях культуры[24]
- Орден Трудового Красного Знамени (17 марта 1980 года) — за заслуги в развитии советского театрального искусства[25]
- Орден Ленина (14 мая 1985 года) — за большие заслуги в развитии советского театрального искусства[26]
- Медаль «Братство по оружию» (ПНР, 1965)
- Почётная грамота Правительства Москвы (2007) — за многолетнюю плодотворную творческую и общественную деятельность[27]
- Премия «Звезда Театрала» в номинации «Легенда сцены» (2010)
- Медаль имени А. Д. Попова (1981) — за театральные работы
- Орден Святой равноапостольной княгини Ольги II степени (РПЦ, 2000)
- Орден «За служение Отечеству» (святых великого князя Дмитрия Донского и преподобного Сергия, игумена Радонежского) III степени (Национальный Благотворительный Фонд «Вечная Слава Героям»)
- МТФ в Монте-Карло (1962, Приз «Золотая нимфа» за лучшую женскую роль, фильм «Укрощение строптивой»)
- МКФ в Гданьске (1974, Приз за исполнение роли Зинаиды Воробьевой в фильме «Помни имя своё»)
- Первый фестиваль польских фильмов (1974, Приз за лучшее исполнение женской роли в фильме «Помни имя своё»)
- Лучшая актриса по опросу журнала «Советский экран» (1975)
- Академик Российской академии кинематографических искусств «Ника»
- Почётный гражданин Вязьмы (1988)[28]

## Память
- 12 июня 2015 года в Вязьме была установлена мемориальная доска, посвящённая Касаткиной[29][30].
- 6 февраля 2023 года в Центральном академическом театре Российской Армии в Москве была открыта памятная звезда Людмилы Касаткиной[31][32].
- 30 ноября 2023 года на здании Смоленского государственного института искусств была открыта мемориальная доска (по проекту С. В. Архиповой), посвящённая народным артистам СССР Людмиле Касаткиной и Сергею Колосову[9][10].